# クルシュー潟
クルシュー潟（クルシューがた、プロシア語: Kursjanmari, リトアニア語: Kuršių marios, ロシア語: Куршский залив）は淡水の潟湖であり、クルシュー砂州によってバルト海から隔離されている。面積は1,619平方キロメートル。流入水の90%はネマン川（リトアニア語: Nemunas）によってもたらされる。流域はおよそ100,450平方キロメートルであり、リトアニアおよびロシア・カリーニングラード州にまたがる。

## 人文史

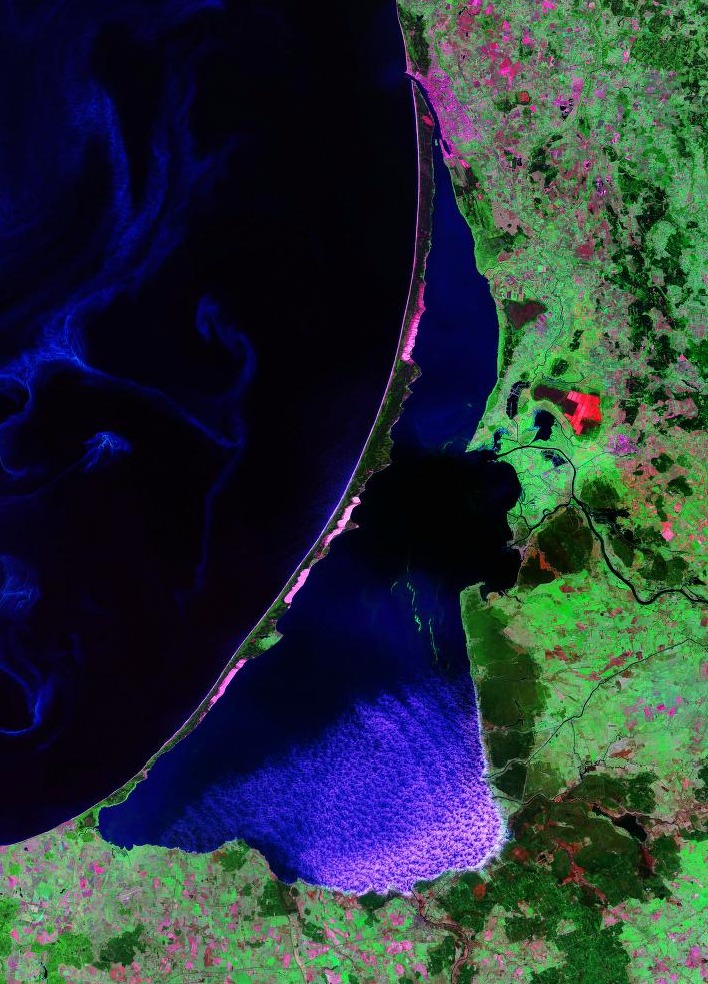
NASAによるクルシュー潟の衛星写真

13世紀、潟周辺の土地はクロニア人およびプルーセン人の故地であった。後に歴史的地域の小リトアニアと接するようになる。潟の北端ではクライペダ海峡を介してバルト海と繋がっており、1252年にはドイツ騎士団によってメーメルブルク城およびクライペダの街が建設された。1454年、カジミェシュ4世はドイツ騎士団と対立するプロイセン同盟からの要請に応じて一帯をポーランド王国へと併合した 。1466年、第二次トルンの和約によって潟はドイツ騎士団に封じられたポーランド王国領となり、ポーランド・リトアニア合同（後のポーランド・リトアニア共和国）の一部となった。18世紀にはプロイセン王国の一部を成し、1871年以降はドイツ帝国に属した。1923年以降、北部のクライペダ地方はリトアニア領（1939年から1945年までドイツの占領下）となり、残りの部分は第二次世界大戦後、ソビエト連邦の手に落ちた。
新たな戦間期の国境線にはルスネ付近でクルシュー潟に注ぐ川が選ばれた。ドイツ側にある川の下流120 kmはドイツ人によってメーメル川（ドイツ語: die Memel）と呼ばれ、リトアニア側の上流はネマン川として知られるようになった。国境線によって小さなリゾート地ニダ周辺の半島が分断された。1939年から1945年にかけて、リトアニア側はドイツに占領され、砂州と潟湖は1945年までドイツの一部であった。
この国境線は第二次世界大戦後、現在までリトアニアとロシアの国境線となっており、砂嘴南端とドイツ領だった川の南岸はカリーニングラード州と呼ばれるロシアの飛び地となっている。
消滅の危機に瀕している少数民族クルシュー人が周辺地域に住んでいる。

## 自然史と生態

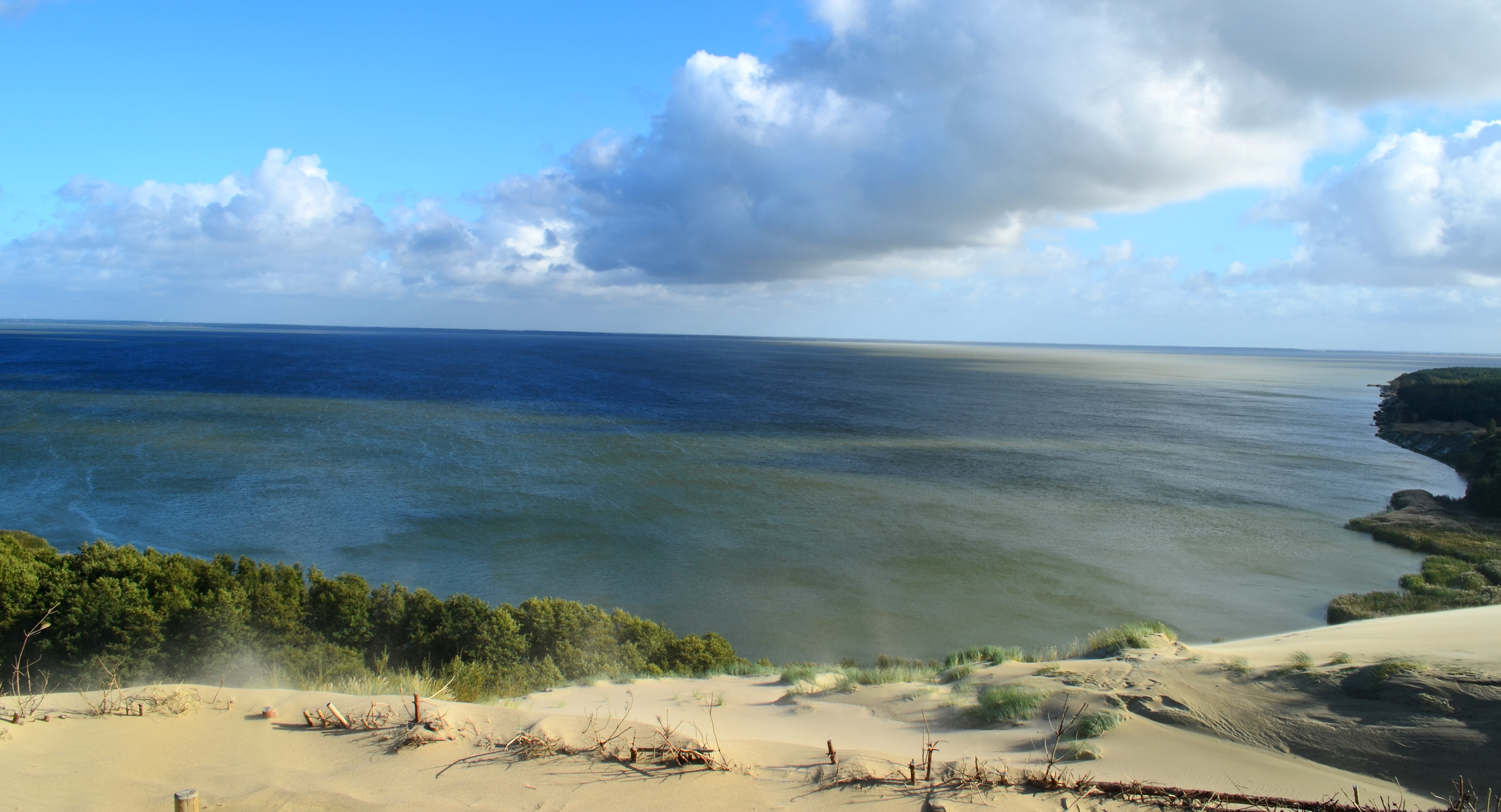
ネリンガ（Neringa）のアギラ（Agila）砂丘より

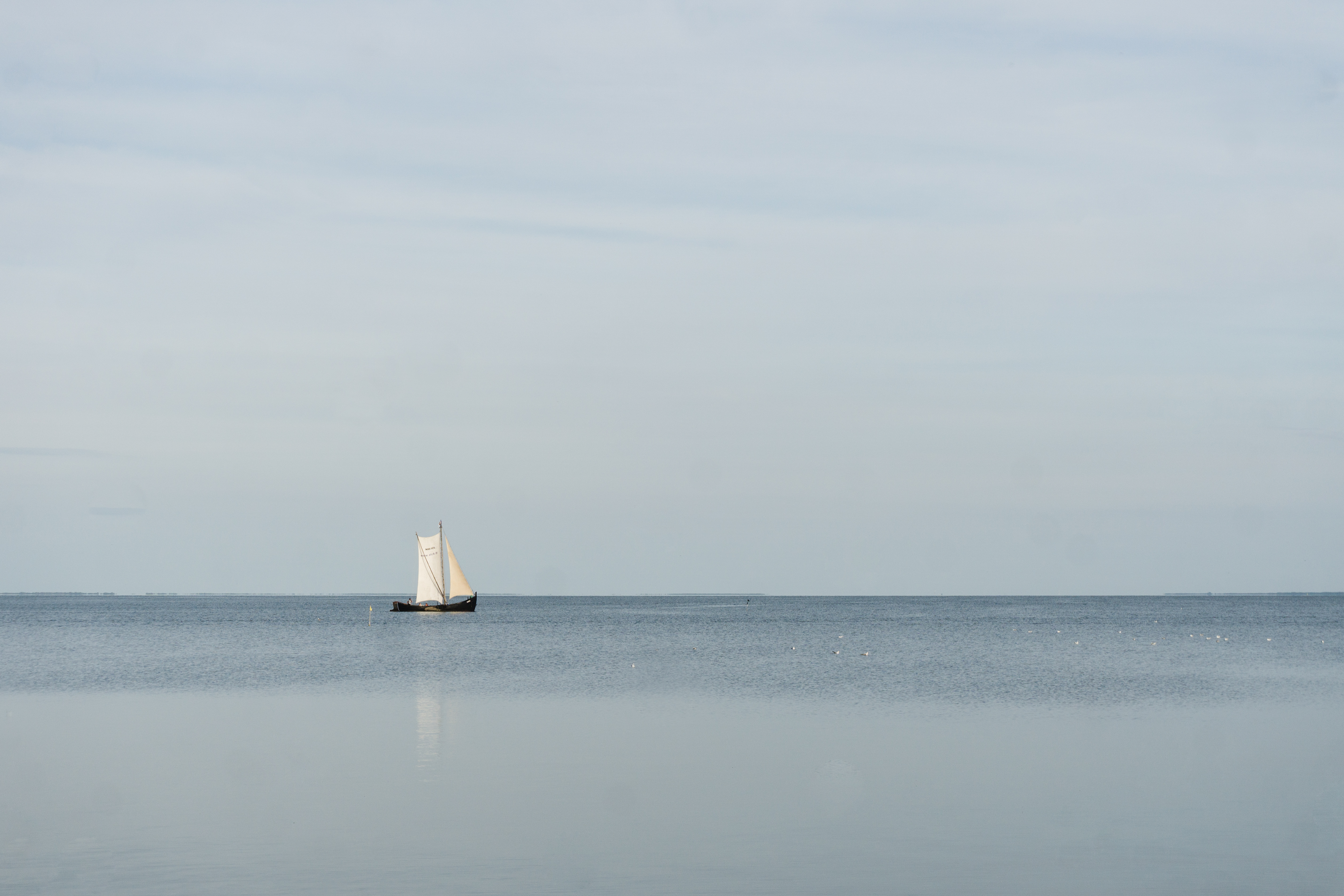
クルシュー潟の帆船

クルシュー潟は紀元前7000年頃に形成された淡水の潟湖である。平均水深は3.8メートルである。生物多様性は高いが、水質汚染の問題が生じている。2000年代には水の華が出現している。